# Tillandsia lineatispica
Espèce
Classification phylogénétique
Tillandsia lineatispica Mez est une espèce de plantes à fleurs de la famille des Bromeliaceae.
L'épithète lineatispica signifie « à épi ligné » et se rapporte à l'aspect de l'inflorescence.

## Protologue et Type nomenclatural
Tillandsia lineatispica Mez in C.DC., Monogr. Phan. 9: 699, n° 40 (1896)
Diagnose originale  :
« foliis rosulatis, utrinque dense lepidibus e majoribus, pallidis, supra adpressis subtus imbricatis obtectis ; inflorescentia subcompacte tripinnatim panniculata[sic] ; spicis 16-24-floris, dense flabellatis ; bracteis primariis quam ramuli axillares permulto brevioribus; bracteolis florigeris imbricatis, infimis paucis dorso minute lepidotis exceptis glabris, quam maxime elegantissimeque venis parallelis, prominentibus lineatis, quam sepala conspicue brevioribus ; floribus erectis ; sepalis antico libero posticis binis ad 4 mm. connatis ; petalis tubulose erectis, quam stamina brevioribus ; stylo perlongo. »
Type : leg. Eggers, n° 3104 ; « Antillarum insula St. Jan. » ; Herb. Krug. et Urban.
- leg Eggers, n° 3104, 1887-12-26 ; « St. Jan: Adrian 600' » ; (Holo- ou Iso- ?)typus B (B 10 0296332)
- leg Eggers, n° 3104, 1887-12-26 ; « St. Jan: Adrian 600' » ; (Holo- ou Iso- ?)typus B (B 10 0296333)
- leg Eggers, n° 3104, 1887-12-26 ; « St. Jan: Adrian 600' » ; (Holo- ou Iso- ?)typus B (B 10 0296334)

## Synonymie
(aucune)

## Écologie et habitat
- Typologie : plante herbacée en rosette acaule monocarpique vivace par ses rejets latéraux ; saxicole[1],[2].
- Habitat : ?
- Altitude : 150-340 m[2].

## Distribution
- Antilles :
  - Îles Vierges[2] :
    - Saint John ( États-Unis)[1]

  -  Porto Rico[2]